# Wilhelm Ernst Wunder
Wilhelm Ernst Wunder (* 11. Mai 1713 in Kranichfeld, Thüringen; † 20. Juni 1787 in Bayreuth) war ein deutscher Maler und fürstlicher Hofmaler am markgräflichen Hof zu Bayreuth. Die Dauer seiner Zeit als Hofkünstler – fast ein halbes Jahrhundert – übertrifft jene aller anderen Bayreuther Hofkünstler.

## Leben
Wilhelm Ernst Wunder, ältester Sohn des Diakonus Johann Nikolaus Wunder und der Eva Katharine Layritz, begann auf Wunsch seines Vaters und seines Großvaters Johann Georg Layritz – dieser war Generalsuperintendent des Landes Thüringen unter dem Herzog Wilhelm-Ernst von Sachsen-Weimar – ein Theologiestudium in Jena. Nach eigenen Überlegungen aber beendete er es bald, um in Weimar beim dortigen Hofmaler Johann Ernst Rentzsch, einem Vetter, die Malerei zu studieren. Seine ersten Bilder – Miniaturen und Köpfe von Heiligen – malte Wunder für Erfurter Kirchen, daneben Tier- und Jagdstücke.

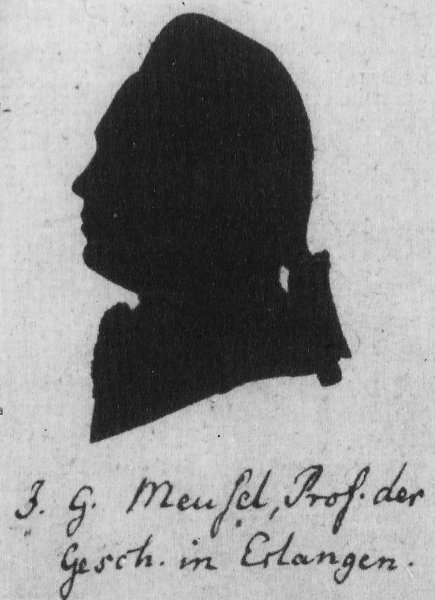
Johann Georg Meusel (1743–1820)

Der junge Wunder verlor 1736 seinen Vater, ein Jahr später seine Mutter und kam danach in deren Geburtsstadt Bayreuth, wo Familienangehörige lebten. In der dortigen Stadtkirche Heilig Dreifaltigkeit befindet sich eine weitere familiäre Brücke: das Porträt eines Vorfahren, des Superintendenten Johann Stumpf. Wunder dürfte bald nach der Regierungsübernahme des Fürstentums Bayreuth durch Markgraf Friedrich (1735) eingetroffen sein. Die Residenzstadt (seit 1603) begann damals, sich unter dem Markgrafenpaar Friedrich und Wilhelmine zum „Fränkischen Athen“ zu entwickeln, so bezeichnet von dem jüngeren Zeitgenossen und Historiker an der Erlanger Universität Johann Georg Meusel im Nachruf von 1788.
In Bayreuth wurde er am 5. Februar 1739 mit einer Besoldung von 100 Reichstalern vom Markgrafen Friedrich als Hof- und Cabinettmaler engagiert. Mit dem am Hofe als Kondukteur angestellten Maler und Baumeister Rudolf Heinrich Richter (~1700–1771) – wie Wunder aus Thüringen stammend – entstand eine produktive Zusammenarbeit und Freundschaft. „Hier war es, wo der junge Maler sein Genie ausbilden, und selbst ein Meister werden konnte“. Gleichzeitig mit ihm tätig wurde der venezianische Theaterarchitekt und Bühnenbildner Giovanni Paolo Gaspari. In den Jahren 1739/40 entstand das Bayreuther „Gaspari-Theater“, und der Hof schuf, wie im Hofkalender zu verfolgen ist, einen differenzierten Theaterapparat. Wunders erste Arbeiten galten offenbar zunächst der Bayreuther Eremitage, die der Markgraf 1735 seiner Frau geschenkt hatte. Wie Karl Sitzmann schreibt, gehörten „Kulissen und Dekorationen“ für das Theater zu Wunders Aufgaben, deshalb stellt sich die Frage, ob er bereits für die Einweihungsoper Argenore des erwähnten theatre de l’opera arbeitete; die Aufführungsgeschichte dieser Oper der Markgräfin liegt bis heute im Dunkeln. Wunder wurde Gasparis „Gehaltsnachfolger“, nachdem dieser nach München gegangen war, was vor allem seine Arbeiten am Bayreuther Weltkulturerbe Markgräfliches Opernhaus betrifft. Arno Kröniger behandelt die Frage nach Wunders Beteiligung am berühmten Deckengemälde, das lange Wunder allein zugeschrieben war.
Friedrichs Nachfolger, Markgraf Friedrich Christian, ernannte Wunder 1763 dann zum „wirklichen Hof-Kommissarius, Inspector der hochfüstl. Malereyen und Cabinettsmaler“, der „zugleich alle Kirchenarbeiten im ganzen Fürstenthum zu versehen“ hatte.
Nachdem Markgraf Friedrich Christian gestorben war (Januar 1769), hörte Bayreuth auf Residenzstadt zu sein und wurde vom Ansbacher Markgrafen Alexander mitregiert.

## Künstlerische Nähe zum Markgrafenpaar
Im Nachruf wird über des Malers gradlinigen, offenen Charakter, dem ein sogenannter „diplomatischer Hofton“ fernlag, berichtet, weshalb ihn sein Brotherr besonders gemocht habe. Bereits bevor Wunder am Hofe fest engagiert wurde, fanden Besuche des Markgrafen in seiner Werkstatt statt, wobei dieser sein kritisch-förderndes Interesse an ihm zum Ausdruck brachte. Auf Verständnis des Markgrafen für Malerei weist dessen Faible für den damals in Nürnberg lebenden ungarischen Maler Johann Kupetzky, von dem er zahlreiche Bilder erwarb. Der Markgraf, auf dessen „hochfürstl. Durchl. gnädiges Wort, das, waß ich mahlen würde, mein seyn solte“, schickte ihm einmal zum Malen ein erlegtes Wildschwein. Es sollte nach dem Malen wieder abgeholt werden, als es bereits zum Braten verarbeitet war. Der Auftrag zeigt, dass sein Brotherr ihn zu realistischen Themen ermunterte, die im Gegensatz zur galanten höfischen Rokokozeit standen. Als Markgraf Friedrich Anfang 1751 die Loge „Zur Sonne“ gründete, trat auch Wunder bei und brachte es darin bis zum „Meister vom Stuhl“. Im selben Jahr wurde Markgräfin Wilhelmine Mitglied („Pastourella“, Hirtin) der italienischen Accademia dell’Arcadia, wo es Usus war, ohne Standesunterschiede zu verkehren. Beide gehörten damit zu Vereinigungen, in denen ein aufgeklärter Geist gepflegt wurde.

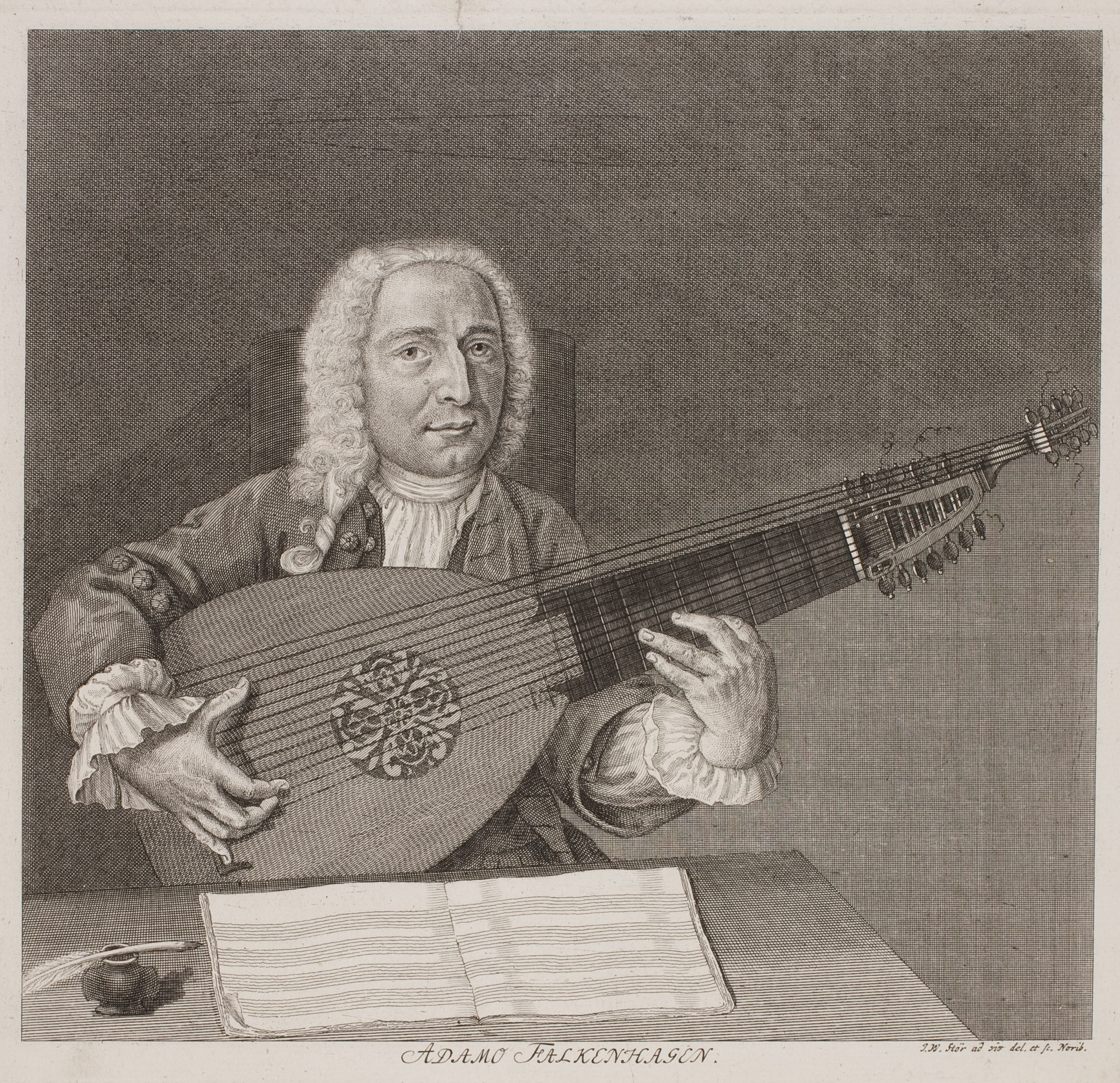
Hoflautenist Adam Falckenhagen (1697–1754) mit der 13-chörigen Laute

Gegenüber dem Wildschwein-Auftrag des Markgrafen liegt ein ganz anders gearteter dem Konterfei des Hundes „Folichon“ von Markgräfin Wilhelmine zu Grunde, den der Maler im Deckenbild von Wilhelmines Musikzimmer verewigte. Folichon war während der Italienreise des Markgrafenpaares gestorben und wurde Teil des Bildes, dessen der Auftraggeberin nahestehendes Sujet den musizierenden Orpheus mit den Tieren zeigt, mit dem Hund an der Seite des Orpheus. Von den gegenüber zuhörenden Tieren ist er durch ein kleines Rinnsal abgetrennt. Doch es ist noch mehr im Bild ausgedrückt: Zählt man die Saiten der phantasievoll gestalteten Lyra des singenden Orpheus, kommt man auf 13. Das Deckenbild enthält eine Einrahmung des Stuckateurs Giovanni Battista Pedrozzi, in deren vergoldeter Stuckharfe am unteren Ende des Bildes sich die 13 Saiten wiederholen. Diese Zusammenarbeit deutet auf den Hoflautenisten Adam Falckenhagen, der ebenso während der Italienreise des Markgrafenpaares verstorben war. Das ergibt folgende Geschichte: Falckenhagen und Wilhelmine waren beide Schüler des großen Lautenisten Silvius Leopold Weiss gewesen, dessen Erfindung die 13-chörige Laute war. Die Taube in der Weite des Himmels (im Original rechts oben gut zu erkennen) kann als (christliches) Symbol für die Verstorbenen aufzufassen sein – Falckenhagen und Folichon – und das kleine Rinnsal vielleicht an den Fluss Lethe erinnern.
Des Orpheus Blick gilt einem im Baum sitzenden Papagei; der gleiche Vogel ist Bild-Zutat in Wunders spätem Pastell-Selbstbildnis, wo er hinter ihm an seinem Hutrand zupft.

## Schaffen
Als der am längsten tätige höfische Bayreuther Künstler, noch über die Residenzzeit hinaus (Ende war 1769), hat der Maler Johann Ernst Wunder in nahezu fünf Jahrzehnten zahlreiche Schlösser und Kirchen im Markgrafentum Bayreuth geprägt und war in vielen Sparten der Kunst tätig: Miniaturen, Pastelle, Stillleben, Deckenmalereien weltlich und kirchlich; Gemälde mit mythologischen oder geschichtlichen Inhalten hauptsächlich im alten Schloss der Bayreuther Eremitage und im Markgräflichen Opernhaus. Das oben beschriebene Deckengemälde im sog. „alten Musikzimmer“ der Markgräfin Wilhelmine des Neuen Schlosses Bayreuth, das Orpheus mit den Tieren darstellt, ist offenbar das letzte erhaltene Schloss-Deckengemälde Wunders. Von anderen seiner zu Lebzeiten gerühmten Deckenbildern sind dagegen die der Säle des Neuen Schlosses in Bayreuth, des Schlosses Fantaisie in Donndorf bei Bayreuth sowie sein großes Deckengemälde der Schlosskirche Bayreuth nicht mehr vorhanden, sie wurden übermalt oder wegsaniert.
Kriegsverlust wurde das Interieur des neuen Schlosses Eremitage, wo z. B. das „chinesische“ Zimmer zu beklagen ist, an dessen Wänden chinesische Pergamentmalereien Wunders hingen. Ab 1756 entstanden seine kirchlichen Deckengemälde mit zum Teil doppeltlebensgroßen biblischen Figuren in atmosphärischer-bewegter Himmels-Darstellung (Kirche Neudrossenfeld, Kirche Bindlach u. a.).
Zu diesem Stil bilden seine bewunderten Blumen- und Früchtestillleben einen Gegensatz, von denen einige im sogenannten „Italienischen Bau“, angrenzend an das Neue Schloss, zu besichtigen sind.

### Internationaler Ruf
Nach Beurteilung im Nachruf von 1788 im Museum für Künstler und Kunstliebhaber des Erlanger Professors Johann Georg Meusel gab es „fast kein Land in Europa, wohin seine Arbeiten nicht gegangen wären.“ Er habe aber nur auf besonderen Wunsch mit seinem Namen signiert: mit einem „lateinischen W und darüber ein E“, was seinen Namen im Ausland viel zu wenig auf Dauer bekannt gemacht habe. Seinen fränkischen Wirkungsort hat er offenbar nie verlassen, wird berichtet. Neben den zwischenzeitlich am Hof engagierten Italienern, die die Stilistik ihres Landes nach Bayreuth brachten, um danach in den Zentren München, Dresden, Berlin oder Wien Karriere zu machen (Giovanni Paolo Gaspari, Stefano Torelli, Giuseppe Galli da Bibiena, Carlo Galli da Bibiena), prägte Wilhelm Ernst Wunder in Franken einen kontinuierlichen persönlichen Stil.

## Desiderat
Da der Maler Wunder nur auf ausdrücklichen Wunsch hin signierte, gibt es hinsichtlich der Zuschreibung seiner Werke offene Fragen, die erst zu lösen sein werden, wenn sein Stil erforscht ist. Die Kriegsverluste sollten in die Betrachtung mit einbezogen werden, das waren die Werke im neuen Schloss der Eremitage (1750er Jahre), als er seinen individuellen Malstil schon ausgebildet hatte. Alle Fotografien davon sind von Wichtigkeit. Wunders Malweise entwickelte sich nach dem Tod des Markgrafen Friedrich noch weiter (im Februar 1763, Wilhelmine starb schon im Oktober 1758). Leider ist nicht nur das Entfernen einiger seiner wichtigen großen Deckengemälde im 19. Jahrhundert zu beklagen, sondern auch der Verlust vieler Einzelstücke, die heute meist durch Einzelhandel verstreut sind.
Eine historisch-regionale Kunstforschung über Wunders Stil ist also Desiderat.

## Werke im Einzelnen
Keine Vollständigkeit.
(Achtung: Die Links funktionieren nicht immer. Zuschreibungen meist nicht gesichert, da Wunder, wie geschildert, selten signierte.)
Das Bildarchiv Foto Marburg verwahrt Fotos von Bildern Wunders aus der Zeit vor Kriegsende (1943–1945; bitte Urheberrechte beachten) aus Bayreuth und den umliegenden Orten Bindlach, Neudrossenfeld, Obernsees und des Germanischen Nationalmuseums Nürnberg.
Deckenmalerei im Alten Schloss Eremitage
- Artaxerxes empfängt Themistokles bildindex.de

Vulkanshöhle Sanspareil (nicht erhalten?)
- Die drei Zyklopen, denen Vulcan die Donnerkeile für Jupiter schmiedet[23]

Decken- und Wandmalerei im Markgräflichen Opernhaus
- Balustrade um das Deckenbild
- Thisbe entdeckt den sterbenden Pyramus bildindex.de
- Venus trauert um Adonis bildindex.de
- Urteil des Königs Midas beim Wettkampf zwischen Pan und Apollo bildindex.de
- Venus fordert Amor auf, einen seiner Pfeile zu verschießen bildindex.de
- Szenenbilder nach Sitzmann (Standort?)

Spitalkirche Bayreuth
- Verschiedenes

Neues Schloss Bayreuth
- „Altes Musikzimmer“ der Wilhelmine im Neuen Schloss: „Orpheus und die Tiere“ (um 1754/1755) Deckenbild[24]
- „Blumenkabinett“ im Italienischen Bau des Neuen Schlosses (1761/62) bildindex.de

Altes Schloss Bayreuth
- „Gontard-Haus“: Deckenbild mit Apollon im kleinen Saal.[25]

Neudrossenfeld
- Dreifaltigkeitskirche: Deckengemälde Jesu Himmelfahrt

Bindlach
- Kirche St. Bartholomäus: Deckengemälde Himmelfahrt Jesu[26]
- Taufstein: Drei ovale Gemälde

Obernsees
- Kirche St. Jakob

Germanisches Nationalmuseum Nürnberg
- Mann auf der Jagd bildindex.de

Historisches Museum Frankfurt am Main
- Drei Miniaturen im Prehn'schen Gemälde-Kabinett des Historischen Museums Frankfurt am Main

Privatbesitz
- Selbstbildnis: Pastell mit Totenschädel, Blüten und Papagei
- Porträt Friedrich der Große

Abbildungen im freien Handel
- Stillleben
- Eremit
- Weiteres